# La Dame brune
Pistes de Ma plus belle histoire d'amour
Y'aura du monde
(2) Au cœur de la nuit
(4)
La Dame brune est une chanson de Georges Moustaki, chantée en duo avec Barbara, parue sur l'album de cette dernière, Ma plus belle histoire d'amour en 1967.

## Génese et présentation
La chanson est née d'un petit chantage exercé par Barbara sur son ami Georges Moustaki, qui, lorsqu'il passait chez elle, au n° 14 de la rue de Rémusat à Paris, s'assoupissait devant un poste de télévision. Fatiguée de le contempler ainsi affalé sur son canapé, la chanteuse aurait menacé de le priver de télé s'il ne se mettait pas immédiatement au travail. La chanson est née de cette querelle vite terminée après la création de la chanson par Moustaki.
Celle-ci se présente sous forme de huit strophes de huitains hétérométriques, alternant octosyllabes et vers de quatre syllabes en rimes croisées.

## Contenu
Un chanteur écrit une chanson pour une « longue dame brune », qui lui répond, bien qu'elle semble imaginaire. La chanson fait référence au Pierrot et à la brune de la chanson populaire Au clair de la lune.